# دير القديس نيقوديموس (القدس)
دير القديس نيقوديموس هو دير وكنيسة تابعة لبطريركية الروم الأرثوذكس في القدس، مخصصة لنيقوديموس. يقع في الحي الإسلامي بالقدس، جنوب باب هيرودس وعلى بعد 90 مترًا شمال طريق الآلام.
وبحسب المعتقد الأرثوذكسي، كان سجن القديس بطرس في قبوه، حيث سجنه هيرودس أغريباس ثم أطلقه ملاك.

## الأسماء
يعود تاريخه إلى القرن السادس عشر أو قبله. يقول التقليد الأرثوذكسي أن السبب في ذلك هو أن العدس تم طهيه هناك، باستخدام مرجل القديسة هيلانة، لإطعام بناة كنيسة القيامة، أو أن القديسة هيلانة أطعمت الجموع هناك بالعدس خلال مجاعة.
التفسير الاشتقاقي الزائف هو أن Dayr al-ʿAdas هو تحريف صوتي لهيرودس أنتيباس، وكان افتراض القرن التاسع عشر هو أن منزل هيرودس أنتيباس كان هناك. ولكن اعتقاد الكنيسة أنه كان بيت سمعان الفريسي وأن المسيح تحدث هناك مع نيقوديموس.
وكان يعرف بدير القديس الياس قبل أن يُسمى باسم نيقوديموس. اسمها الرسمي باللغة العربية هو Dayr al-Qiddīs Nīqūdhīmūs دير القديس نيقوذيموس (دير القديس نيقوذيموس). "دير القديس نيقوديموس"). في اليونانية، يطلق عليه اسم Hierá Monḗ Ágiou Nīkodḗmou (Ἱερά Μονή Ἁγίου Νικοδήμου "دير القديس نيقوديموس المقدس").

## تاريخ
اشترت الكنيسة السريانية الأرثوذكسية (السريان اليعاقبة) المبنى من مالكه المسلم عام 1527 أو 1532. (لا يزال السريان يمارسون الطقوس الدينية في كنيسة القديس نيقوديموس في كنيسة القيامة.) حوالي عام 1865، اشترى اليونانيون العقار، وفي عام 1908، قاموا بترميم المبنى وتخصيصه للقديس نيقوديموس.
اعتبارًا من عام 2022، المشرف عليها هو الأرشمندريت مكاريوس.